# WS-Routing
WS-RoutingないしSOAP Routing Protocol (SOAP-RP) とは、マイクロソフトが提唱するSOAPを用いて複数の仲介者（大抵の場合はルータが該当する）を介してメッセージを送信する通信プロトコルである。
マイクロソフトがMSDN上で示すところによれば、「SOAPメッセージをTCP、UDP、およびHTTPなどの多様なトランスポート上で非同期的にルーティングするための、単純なステートレスのSOAPベースのプロトコル」であるという。
SOAPに欠けている伝送経路の指定に関する仕様を補完するものである。本プロトコルを用いることで他のアプリケーション層のプロトコルを用いなくてもよいが、品質およびセキュリティにかかわる仕様が含まれていないゆえに、信頼性が要求されるケースでは他のSOAPにかかるプロトコルを用いる必要がある（たとえば伝送経路をHTTPSでカプセル化して信頼性を確保するなど）。
WS-Addressingが後継である。